# 24-й окремий полк НГ (Україна)
24-й окремий полк імені гетьмана Петра Сагайдачного (24 ОП НГУ, в/ч 3113) — підрозділ Національної гвардії України. Входить у склад Західне оперативно-територіальне об'єднання НГУ. Дислокується у Чернівецькій області.

## Історія
Полк був сформований 11 березня 2022 року на основі стрілецького батальйону 50-го полку НГУ (в/ч 1241) в місті Чернівці.
Підрозділ бере активну участь у боях у Донецькій, Луганській, Сумській областях.
28 червня 2024 року полк був ушанований високої відзнаки за бойові заслуги — Бойового Прапора.
25 березня 2025 року 24-му полку Національної гвардії України присвоєно Указом президента України почесне найменування «імені гетьмана Петра Сагайдачного» на честь кошового отамана Запорізької Січі, одного з найславетніших і найталановитіших козацьких полководців.

## Структура
- управління (штаб)
- 1-й батальйон;
- 2-й батальйон;
- 3-й батальйон;
- вузол зв’язку;
- рота матеріально-технічного забезпечення (МТЗ).

### Вузол зв’язку
Вузол зв’язку — спеціалізований підрозділ, відповідальний за:
- організацію оперативного та захищеного зв’язку;
- обслуговування мобільних і стаціонарних засобів комунікації;
- забезпечення інформаційної безпеки та обробку даних.

Створений разом із частиною 11 березня 2022 року. Першим командиром вузла був капітан Криворук Юрій Леонідович, який очолював підрозділ до березня 2024 року.

## Символіка
Шеврон підрозділу із гербом Чернівців символізує історичну спадкоємність, незламність і відданість захисту України. Мурована брама й зубці уособлюють оборонну готовність, тризуб у центрі — державну приналежність і єдність, лаврові гілки зі стрічкою — доблесть і перемогу. Усе це разом утверджує підрозділ як носія бойової честі, спадщини Буковини та патріотичного духу.

## Командування
- полковник Швець Вадим Леонтійович